# ティア・ジマーソン
ティア・ジマーソン（Tia Jimerson、1999年6月30日 - ）は、アメリカ合衆国の女子バレーボール選手。アメリカ代表。

## 来歴

### クラブチーム
ジョージア州シュガーヒル出身。オハイオ大学に進学し、大学時代はオールアメリカン名誉賞を受賞した。2021年、ハンガリーのSzent Benedek RAへ入団。2021/22シーズンのハンガリーエクストラリーグに出場した。2022年にポルトガルのAcademia José Moreiraへ移籍し、2022/23シーズンのポルトガルリーグでは優勝に貢献した。2023年5月、ドイツのドレスナーSCに移籍し、2023/24シーズンのブンデスリーガではベストブロッカー部門で全選手トップの活躍をみせ、チームは3位となった。2024年3月、アメリカの新リーグLOVBでプレーすることが発表され、アトランタ所属となった。

### 代表チーム
2024年、シニア代表に初選出され、同年のパンアメリカンカップに出場し銀メダルを獲得した。

## 所属クラブ
- オハイオ大学
- Szent Benedek RA（2021-2022年）
- Academia José Moreira（2022-2023年）
- ドレスナーSC（2023-2024年）
- LOVBアトランタ（2024年-）